# Tíxkovo
Tíxkovo (en rus: Тишково) és un poble de l'óblast d'Astracan, a Rússia, segons el cens del 2010 tenia 1.638 habitants.